# Distance Vector Multicast Routing Protocol

DVMRP dient der Abwicklung von Multicast-Kommunikation, dessen Adressierungsart in der Grafik schematisch dargestellt ist (Abgrenzung zu anderen Adressierungsformen siehe Multicast).

Das Distance Vector Multicast Routing Protocol (DVMRP) wird in Rechnernetzen verwendet, um Multicast-Pakete in einer Netzkopplung an interessierte Hosts zu verteilen.
Es beruht auf dem Unicast-Routing-Protokoll RIP, was zur effektiven Routenberechnung um den Reverse-Path-Forwarding-Mechanismus (RPF) erweitert wurde. Dabei erstellt der Router eine Tabelle, in der er für alle anderen bekannten Router einen so genannten Distance-Vector bereithält. Das ist ein Eintrag, der die Kosten zu einem Zielrouter enthält; das kann beispielsweise die Übertragungsverzögerung oder Anzahl der Hops sein. Weiterhin wird vermerkt, an welchen der direkt benachbarten Router das Paket weitergegeben werden muss, um das Ziel zu erreichen. Erhält ein Router jetzt ein Multicast-Paket, leitet er es auf allen Ausgabekanälen weiter, sofern das Paket auf einem Eingangslink eingetroffen ist, der dem eigenen Weg zur Quelle entspricht. Dadurch wird die Menge der versandten Pakete reduziert, so dass Netzwerkkapazität gespart wird. Außerdem verhinderte diese Vorgehensweise Endlosschleifen beim Weiterleiten der Pakete.

## Nutzung von IGMP zur Kommunikation
DVMRP benutzt Nachrichten gemäß dem Internet Group Management Protocol (IGMP), um Informationen mit anderen Routern auszutauschen. Grundsätzlich werden, wie oben beschrieben, empfangene Pakete an alle Nachbar-Router weitergeleitet (Flooding). Ein Router kann aber über einen non-membership-report, eine spezielle IGMP-Nachricht, mitteilen, dass er an den Paketen für eine bestimmte Multicast-Adresse nicht interessiert ist. Der empfangende Router streicht diesen Empfänger dann aus seinem Verteilbaum.

## Alternativen
- Zu den Alternativen zählen MOSPF sowie das neuere Verfahren Protocol Independent Multicast (PIM).
- IEEE 802.1aq – Shortest Path Bridging (SPB)